# Gus Dudgeon
Angus Boyd "Gus" Dudgeon (Woking, Surrey; 30 de septiembre de 1942-Autopista M4, Reading, Berkshire; 21 de julio de 2002)fue un productor discográfico e ingeniero de sonido británico, supervisor de varias de las grabaciones más aclamadas de Elton John, incluido su primer éxito comercial «Your Song». Los aportes de Dudgeon condujeron a siete álbumes número 1 en Estados Unidos y pusieron a Elton John como uno de solistas más exitosos de la década de 1970.Dudgeon también produjo el primer éxito de Chris Rea, «Fool (If You Think It's Over)», que encabezó las listas de Estados Unidos, como a su vez «Space Oddity» de David Bowie, y llevó a muchos otros artistas al éxito de las listas, como Joan Armatrading y Elkie Brooks.
El Libro Guinness de los récords cita a Dudgeon como la primera persona en utilizar muestreo en la producción musical.Fue miembro fundador del Sindicato de Productores Musicales.

## Biografía
Angus Boyd Dudgeon nació el 30 de septiembre de 1942 en Woking, Surrey, Inglaterra.Después de ser expulsado de Harrow School, asistió a la experimental y democrática Escuela de Summerhill del pedagogo Alexander Sutherland Neill. A lo largo de su vida, Dudgeon asistió regularmente a reuniones y apoyó activamente a la escuela.Poco antes de su muerte, contó cómo después de dejar la escuela, fue despedido de varios trabajos rápidamente, "porque me aburría y me iba sin decirles. Trabajé en una juguetería. Vendí corazones morados (Dexamyl en las calles de Londres: una libra por cien. Trabajé para un clip joint, una agencia de publicidad. Solo trabajos ridículos. No tenía idea de lo que quería hacer".
Después de ver una vacante de trabajo en el periódico, la madre de Dudgeon lo llevó a Olympic Studios, donde trabajaba como chico del té. En pocos años, logró obtener un puesto como ingeniero interno en el estudio de Decca Records en West Hampstead.En este lugar trabajó con The Artwoods, Bruce Channel, Davy Graham y Shirley Collins. Los primeros éxitos del pop incluyeron el sencillo de The Zombies «She's Not There» (1964) y el álbum de John Mayall Blues Breakers con Eric Clapton (1966). Colaboró en las audiciones para Tom Jones y los The Rolling Stones. Ascendió para coproducir el álbum debut de Ten Years After en 1967.Por esta época, también produjo los álbumes The Doughnut in Granny's Greenhouse y Tadpoles, ambos de Bonzo Dog Doo-Dah Band.

## Elton John
A instancias de los productores Denny Cordell y Andrew Loog Oldham, Dudgeon pasó a la producción y fundó Tuesday Productions en 1968.Dos años más tarde, comenzó a trabajar con Elton John, quien había escuchado el trabajo de Dudgeon en "Space Oddity", obra que aún no se había publicado. Su primera colaboración fue Your Song, con Dudgeon elaborando la sencilla melodía de piano y añadiendo un arreglo orquestal de Paul Buckmaster. El sencillo alcanzó el Top 10 de Estados Unidos, convirtiéndose en el primer éxito sustancial de John y dando el puntapié inicial a "una de las parejas de artistas y productores más exitosas de todos los tiempos, con Dudgeon guiando a John a lo largo de la década y lanzando álbumes tan exitosos como Madman Across the Water, Honky Château, Goodbye Yellow Brick Road y Captain Fantastic and the Brown Dirt Cowboy.Elton John confió en los instintos de producción de Dudgeon hasta el punto de que el artista a menudo abandonaba el estudio después de que se establecieran las pistas de piano y voz, "dejando a Dudgeon para crear esa síntesis única de pop orquestal y estadounidense que definió muchas de las mejores grabaciones de John". El productor ayudó a "hacer de John el artista de sencillos más exitoso de la década de 1970 y el número 2 en las listas de álbumes detrás de Elvis Presley".Dudgeon y Elton John posteriormente formaron The Rocket Record Company y lanzaron lanzamientos exitosos para Neil Sedaka y Kiki Dee. Sin embargo, Dudgeon a veces criticaba su propio trabajo y el de Elton John, y se cita en His Song: The Musical Journey of Elton John de Elizabeth Rosenthal criticando Caribou de 1974 (que él produjo), diciendo que "el sonido es lo peor, las canciones son en ninguna parte, la portada salió mal, la letra no era tan buena, el canto no estaba del todo bien, la interpretación no era buena y la producción es simplemente pésima".Dudgeon y Elton John se separaron en 1976,reuniéndose nuevamente en 1985 para producir tres álbumes más juntos.

## Bowie, Brookes y el muestreo
Después de dejar Decca, donde había sido ingeniero en el debut de David Bowie, Dudgeon produjo el sencillo «Space Oddity» (1969). Tony Visconti accedió a producir el álbum homónimo, pero no el sencillo, que consideró una melodía novedosa, y sugirió a Dudgeon en su lugar.Continuó produciendo los tres primeros álbumes de Michael Chapman, Rainmaker (1969), Fully Qualified Survivor (1970) y Wrecked Again (1971). Cada uno de estos álbumes presenta arreglos de cuerdas de Paul Buckmaster. Su producción del éxito de John Kongos «He's Gonna Step On You Again» (1971) utilizó un bucle de cinta de percusión tribal africana. El Libro Guinness de los récords lo reconoció como la primera persona en utilizar muestreo en la producción musical.También fue acreditado por Bowie como la voz del gnomo en The Laughing Gnome.
En 1972, Dudgeon produjo el debut de Joan Armatrading, Lo que sea para nosotros, escrito por Armatrading y su entonces colaboradora Pam Nestor. También produjo dos sencillos para el dúo, "Lonely Lady" y "Together in Words And Music" (Cube Records, sencillo de 7", BUG-31). Ambas pistas se agregaron más tarde al CD remasterizado del álbum What's For Us (2001).También produjo dos álbumes de gran éxito para Elkie Brooks : Pearls y Pearls II, el primero alcanzó el puesto número 2 y permaneció en la lista de álbumes del Reino Unido durante 79 semanas. En 1980, Dudgeon comenzó a trabajar con Mary Wilson de Supremes en su segundo álbum en solitario. Se grabaron y produjeron cuatro canciones, incluida una versión de " Green River " de Creedence Clearwater Revival.Finalmente, Motown Records canceló el contrato de Wilson y le devolvieron los maestros, la primera vez que la compañía lo hacía. Fueron lanzados en 2021 en Mary Wilson (edición ampliada).

## Otros trabajos
Dudgeon trabajó con una variedad de actos, incluidos Shooting Star, Audience, Chris Rea, Elkie Brooks, Ralph McTell, Gilbert O'Sullivan, Lindisfarne, Judith Durham, Fairport Convention, Sam Gopal Dream, Sinceros, Beach Boys, Solution, Voyager., Steeleye Span y Angie Gold.En la década de 1980, construyó Sol Studios y también comenzó a trabajar con bandas alternativas, incluidas XTC, Menswear y Frank and Walters. En 1989, Dudgeon produjo el álbum debut en solitario de Thomas Anders (ex- Modern Talking ). En el momento de su muerte, dirigía una banda llamada Slinki Malinki.

## Estilo
En la década de 1960, Dudgeon compraba regularmente en King's Road de Chelsea y tenía la reputación de vestirse extravagante, elegante y sofisticado.A lo largo de su carrera, trabajó principalmente con artistas solistas y prefirió seleccionar él mismo artistas, ingenieros y estudios, lo que le permitió armar los álbumes. Considerado un perfeccionista, también era tranquilo y paciente y le gustaba dejar de grabar para socializar.

## Muerte y homenajes póstumos
El 21 de julio de 2002, Dudgeon y su esposa, Sheila, murieron cuando su Jaguar se salió de la autopista M4 entre Reading y Maidenhead. La investigación reportó un veredicto de muerte accidental, y se señaló que Dudgeon estaba intoxicado y posiblemente se había quedado dormido al volante mientras conducía muy por encima del límite de velocidad. Tanto él como su esposa sufrieron heridas graves en la cabeza, quedaron atrapados en el automóvil que aterrizó en un desagüe pluvial y es posible que se hayan ahogado.
En 2002, se fundó la Fundación Gus Dudgeon para las artes de la grabación "para preservar y promover las técnicas de producción musical que permitan a los estudiantes...aprender y transmitir estas habilidades a las generaciones futuras".Jim Barrett, profesor de la Universidad de Glamorgan, instaló la consola de mezclas MCI de Dudgeon en el edificio Atrium, "una instalación multimillonaria", donde, en la Conferencia de producción Art of Record de 2009, Joan Armatrading inauguró The Gus Dudgeon Suite.Elton John, Chris Hook y Phil Harding rindieron homenaje a Dudgeon en la ceremonia de apertura. Cada verano, la universidad organiza un curso de grabación para graduados en honor a Dudgeon, en colaboración con la organización de educación en audio JAMES.
Joan Armatrading dedicó su álbum de 2003, Lovers Speak, a Gus Dudgeon y su esposa Sheila. De manera similar, Elton John también le dedicó su álbum de 2004 Peachtree Road.